# Romano Voltolina
Romano Voltolina (ur. 4 listopada 1937 w Chioggia, zm. 5 października 2023 w Parmie) – włoski piłkarz, grający na pozycji pomocnika.

## Kariera piłkarska
W 1956 rozpoczął karierę piłkarską w Juventusie, skąd został wypożyczony do Parmy i Sieny. W 1959 przeszedł do Venezii. Następnie do 1967 występował w klubach Cesena, Biellese, Massese, Juve Siderno i Massiminiana.

## Sukcesy i odznaczenia

### Sukcesy klubowe
Juventus
- mistrz Włoch (1x): 1959/60
- zdobywca Pucharu Włoch (1x): 1959/60

Massese
- mistrz Serie D: 1964/65